# Goszczewo (Srokowo)
Goszczewo (deutsch Adolfshof) ist ein kleiner Ort in der polnischen Woiwodschaft Ermland-Masuren und gehört zur Gmina Srokowo (Drengfurth) im Powiat Kętrzyński (Kreis Rastenburg).

## Geographische Lage
Goszczewo liegt am Masurischen Kanal (polnisch Kanał Mazurski) am Ostrand des Naturschutzgebietes „Reserwat Przyrody Kałeckie Błota“ in der nördlichen Mitte der Woiwodschaft Ermland-Masuren. Bis zur früheren Kreisstadt Gerdauen (heute russisch Schelesnodoroschny) sind es 14 Kilometer in nordwestlicher Richtung, und die heutige Kreismetropole Kętrzyn (deutsch Rastenburg) liegt 25 Kilometer südlich.

## Geschichte
Aus den Vorwerken Adolfshof (um 1820 Adolphshof) und Langenfeld (nicht mehr existent) entstand am 14. April 1897 der Gutsbezirk Sechserben (polnisch Kałki), der in den Amtsbezirk Birkenfeld (polnisch Brzeźnica) im ostpreußischen Kreis Gerdauen gehörte. 1905 zählte Adolfshof elf Einwohner in einer Wohnstätte. Der Gutsbezirk Sechserben wurde am 30. September 1928 mit dem Gutsbezirk Birkenfeld in der neuen Landgemeinde Birkenfeld zusammengeschlossen.
In Kriegsfolge kam Adolfshof innerhalb des gesamten südlichen Ostpreußen zu Polen und erhielt die polnische Namensform „Goszczewo“. Heute ist es eine Siedlung (polnisch Osada) im Verbund der Landgemeinde Srokowo (Drengfurth) im Powiat Kętrzyński (Kreis Rastenburg), bis 1998 der Woiwodschaft Olsztyn, seither der Woiwodschaft Ermland-Masuren zugehörig.

## Kirche
Bis 1945 war Adolfshof in das evangelische Kirchspiel Nordenburg (heute russisch Krylowo) in der Kirchenprovinz Ostpreußen der Kirche der Altpreußischen Union sowie in die katholische Kirche St. Bruno in Insterburg (russisch  Tschernjachowsk) im damaligen Bistum Ermland eingepfarrt. Heute gehört Goszczewo zur katholischen Pfarrei Srokowo im jetzigen Erzbistum Ermland sowie zur evangelischen Kirche Brzeźnica, einer Filialkirche der Johanneskirche Kętrzyn in der Diözese Masuren der Evangelisch-Augsburgischen Kirche in Polen.

## Verkehr
Goszczewo liegt ein wenig abseits und ist über eine etwas unwegsame Nebenstraße von Bajory Wielkie (Groß Bajohren, 1938 bis 1945 Großblankenfelde) aus zu erreichen. Eine Anbindung an den Bahnverkehr besteht nicht.